# Don't Come Around Here No More
Don't Come Around Here No More è un singolo di Tom Petty and the Heartbreakers, pubblicato nel 1985 e tratto dall'album Southern Accents. Il brano compare anche nella raccolta Greatest Hits.

## Il brano
Questo è il primo brano che Tom abbia scritto con Dave Stewart e si discosta notevolmente dal suo stile per suo il sound psichedelico. Stewart ha spiegato che il titolo è stato ispirato da una frase pronunciata da Stevie Nicks a Joe Walsh degli Eagles, il giorno successivo a quello in cui si erano lasciati, nella sua casa di Los Angeles.
Il brano si è classificato al 13º posto nella classifica Billboard Hot 100 negli Stati Uniti nel 1985.

## Video
Il videoclip del brano, diretto da Jeff Stein, si basa sul tema di Alice nel Paese delle Meraviglie, in particolar modo si focalizza sull'incontro della protagonista con il Cappellaio Matto. Quest'ultimo è interpretato dallo stesso Tom Petty, mentre Alice dall'attrice Louise Wish Foley. Nel brano compare anche all'inizio del brano Dave Stewart, nella parte del bruco, che fuma una pipa ad acqua e suona un sitar sopra un fungo. Il video termina con Alice che viene mangiata, come fosse una torta.

## Tracce
Vinile 7" USA
1. Don't Come Around Here No More – 4:19 (Petty, D.A. Stewart)
2. Trailer – 3:18

## Formazione
Tom Petty and the Heartbreakers
- Tom Petty – voce, pianoforte
- Mike Campbell – chitarra, sintetizzatore
- Benmont Tench – tastiere
- Howie Epstein – basso, cori
- Stan Lynch – batteria, percussioni

Altri musicisti
- David A. Stewart – sitar elettrico, sintetizzatore, voce
- Dean Garcia – basso (intro)
- Daniel Rothmuller – violoncello
- Marilyn Martin – cori
- Stephanie Sprull – cori
- Sharon Celani – cori
- Alan "Bugs" Weidel – pianoforte

## Classifiche
| Classifica (1985)               | Posizione massima |
| ------------------------------- | ----------------- |
| Australia (ARIA)                | 61                |
| Canada (RPM)                    | 20                |
| Stati Uniti (Billboard Hot 100) | 13                |
| Regno Unito (Singles Charts)    | 50                |